# Tōko Miura
Tōko Miura (三浦透子?, Miura Tōko; Sapporo, 20 ottobre 1996) è un'attrice e cantante giapponese.

## Biografia
Tôko Miura è nata a Sapporo il 20 ottobre 1996, da padre giapponese e madre di remote origini cinesi. Nel 2003, a soli 7 anni, esordisce a teatro, prendendo parte a un musical. Debutta al cinema nel 2013, partecipando, in un piccolissimo ruolo al film Suzuki Sensei. Tra il 2015 e il 2018 svolge la carriera di cantante e musicista, componendo colonne sonore per alcuni cortometraggi e film. Nel 2020 interpreta Hiroko in Romance Doll, film TV che riscuote un buon consenso da parte del pubblico. Ma la vera e propria fama arriva nel 2021 quando partecipa come coprotagonista al film Drive my car che ottiene un successo strepitoso, venendo presentato al Festival di Cannes e ottenendo 4 candidature agli Oscar.

## Filmografia
- Suzuki Sensei, regia di Hayato Kawai (2020)
- Drive My Car, regia di Ryūsuke Hamaguchi (2021)